# Жадовинек
Жадовинек (словен. Žadovinek) — поселення в общині Кршко, Споднєпосавський регіон, Словенія. Висота над рівнем моря: 155,9 м.